# 埃特羅波萊峰

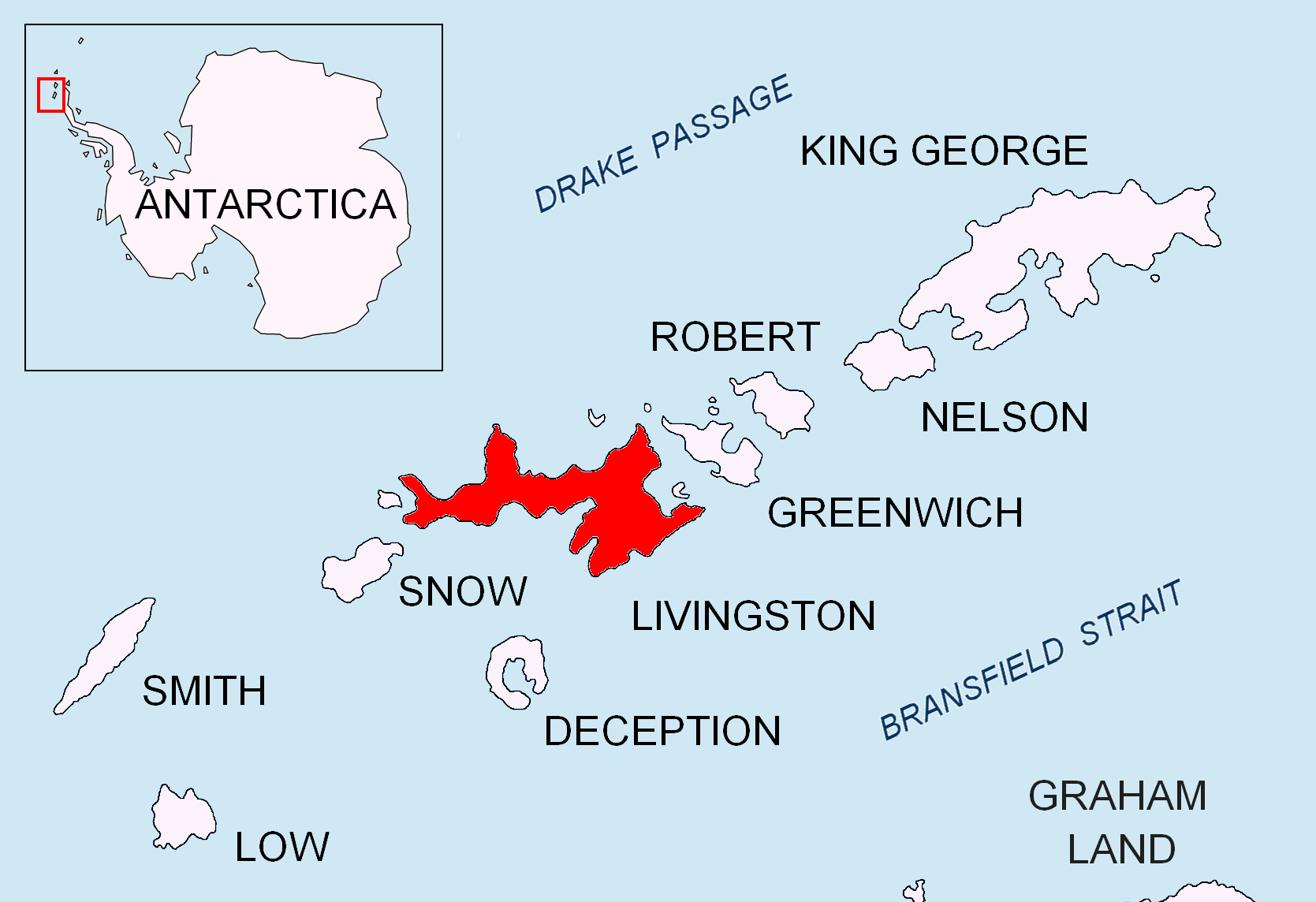

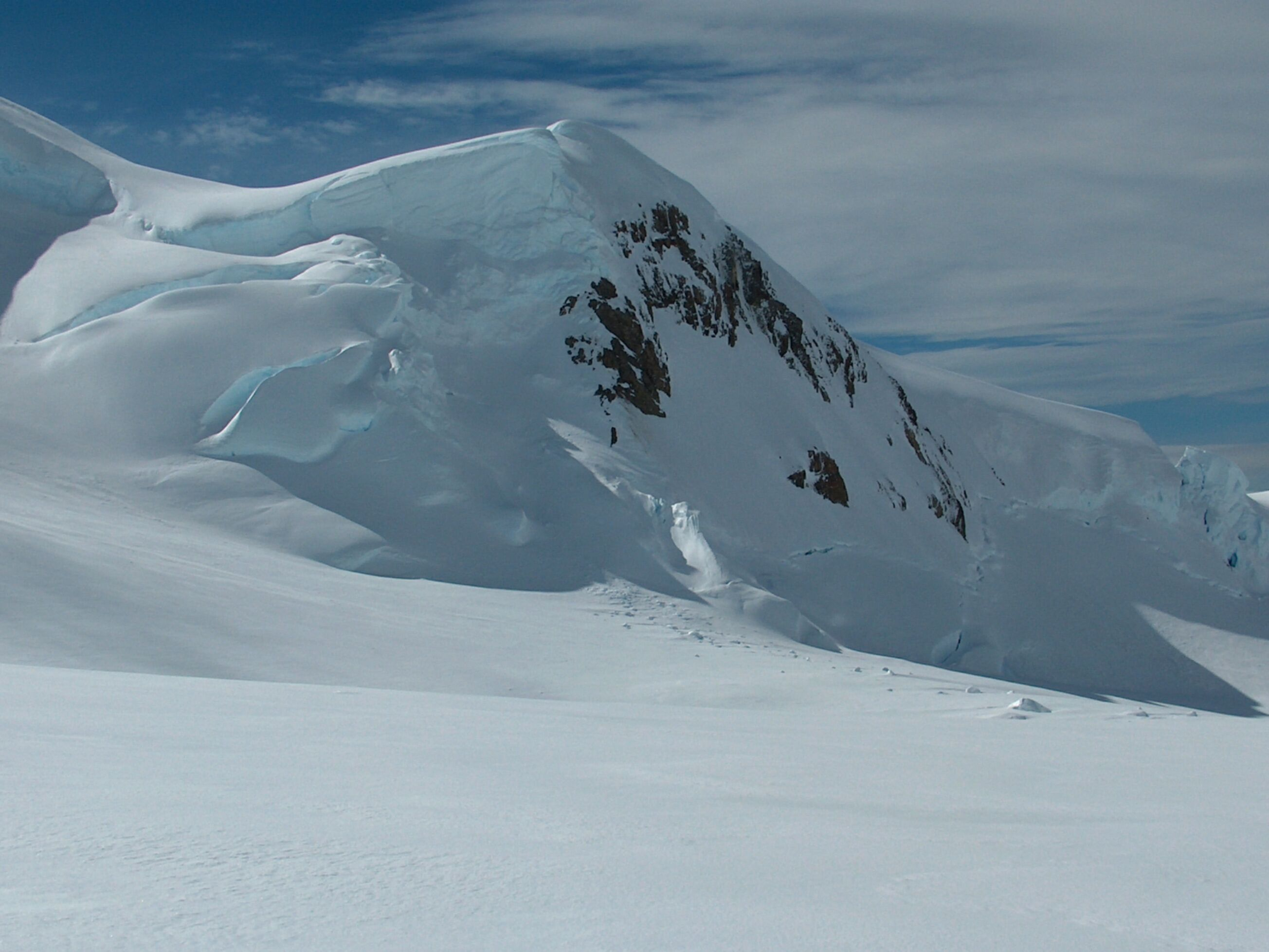

埃特羅波萊峰是南極洲的山峰，位於南設得蘭群島的利文斯頓島，屬於梅爾尼克嶺的一部分，海拔高度620米，以保加利亞中部城鎮命名。
62°36′07″S 60°08′25″W / 62.60194°S 60.14028°W

## 外部連結
- Composite Antarctic Gazetteer（页面存档备份，存于）.